# Reconhecimento materno da gravidez

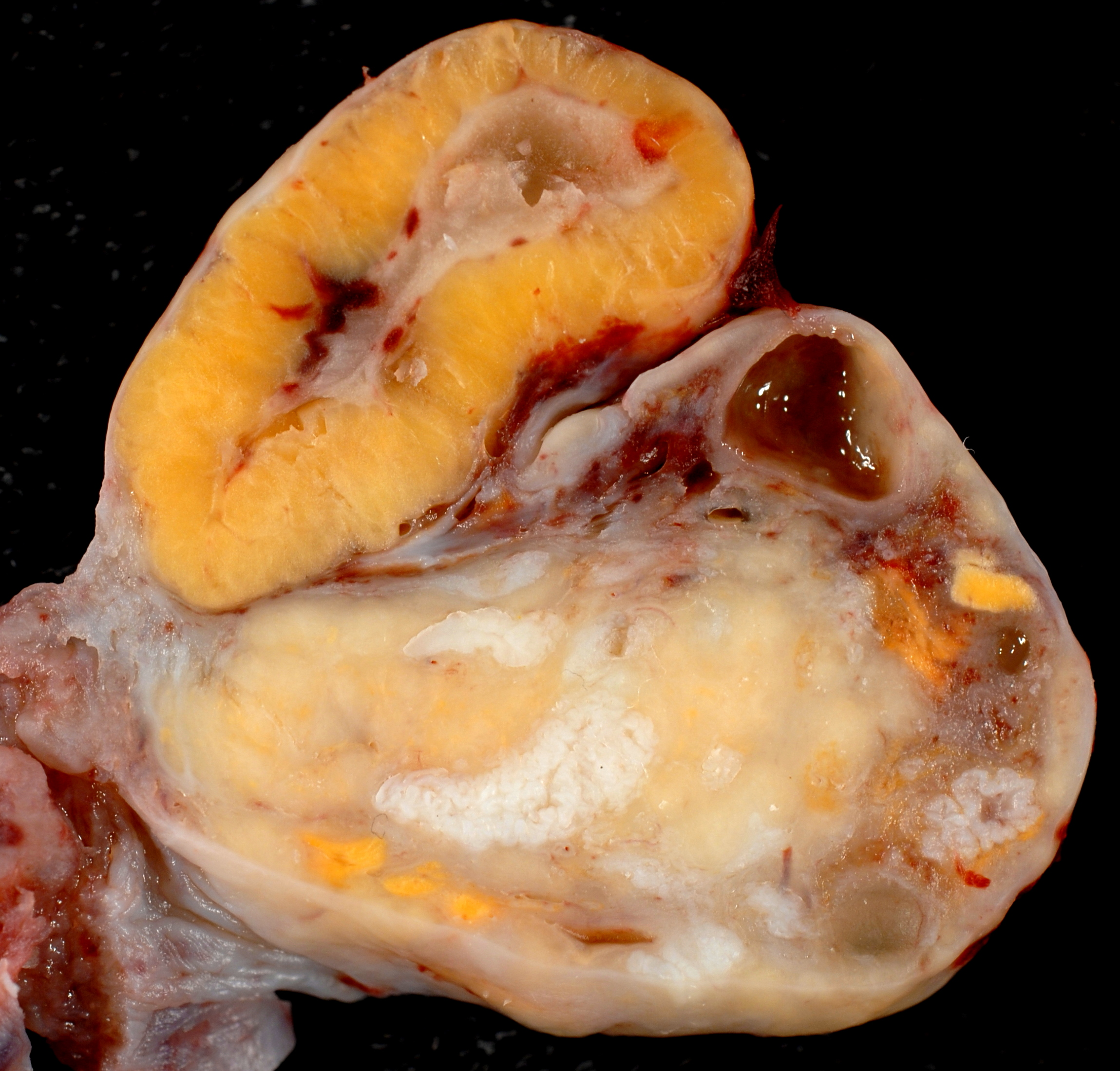
Ovário humano com corpo lúteo desenvolvido

O reconhecimento materno da gestação é um aspecto crucial para levar uma gravidez a termo. Sem o reconhecimento materno para manter a gestação, os mensageiros iniciais que param a luteólise e promovem a implantação do embrião, o crescimento e desenvolvimento uterino terminam com nada para substituí-los e a gestação é perdida.
A manutenção da gestação depende da contínua produção de progesterona que é inicialmente produzida pelo corpo lúteo (CL). Uma estrutura de secretar de hormônios que se desenvolve no ovário após a ovulação. O reconhecimento mater da gestação difere entre as espécies, no entanto todos elas incluem um sinal para prevenir a luteólise, que então previne a retomada do ciclo menstrual ou estral. 
A luteólise é a regressão do corpo lúteo. O processo é identificado pelo declínio da progesterona e significa a ausência da gravidez seguindo a ovulação. No útero não grávido, o declínio da progesterona permite o retorno da estrogênio, resultando na regulação positiva dos receptores de ocitocina e consequentemente liberação pulsátil de PFG2α. Em troca, a luteólise é induzida. Esta regressão permite a continuação do ciclo menstrual.
No entanto, se a gestação é estabelecida, a luteólise é evitada através do reconhecimento materno da gestação porque os altos níveis de progesterona são mantidos pelo corpo lúteo e o hormônio placentário hCG mais adiante mantém o corpo lúteo.

## Mecanismos de reconhecimento

### Humano
A liberação de progesterona do corpo lúteo é promovida pela gonadotrofina coriônica humana (hCG) produzida pelas células do trofoblasto, a camada externa de células do embrião recente.

### Ovelha e vaca
Na maioria das espécies ruminantes, o interferon-tau foi identificado como o sinal para reconhecimento materno de gestação. O interferon-tau é portanto também referido como um fator anti-luteólise, essencial para a manutenção do corpo lúteo. 
O interferon-tau é secretado pelo trofoectoderma do blastocisto a partir do 10º dia em espécies ovinas e a partir do 15º dia em espécies bovinas. O interfern-tau age nas células endometriais do útero materno para prevenir a produção do fator luteolítico, PGF2α. A inibição da produção de PGF2α é o resultado de uma mudança na expressão do gene. O interferon-tau inibe a transcrição do gene receptor de ocitocina em ovelhas e vacas, e também o gene receptor de estrogênio α em ovelhas. A ausência desses receptores nas células do endométrio previne a liberação pulsátil de PGF2α.